# رئيس الكتاب

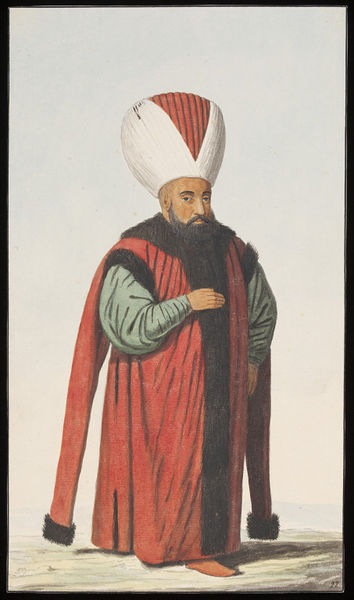
رئيس الكتاب - حدود 1809 م.

رئيس الكتاب هو اللقب الذي أطلق على المشرف للديوان الهمايوني في الدولة العثمانية، حتى القرن 11 هـ / 17 م.
وقد كان رئيس الكتاب يقوم بأعمال مع السفارات الأجنبية في الدولة، حتى تطورت وظيفتهم وأصبحوا يؤدون دور وزير الخارجية. استمر هذا المنصب إلى 1836 م حيث تم استبداله بنظارة الأمور الخارجية.